# 242 Kriemhilda
242 Kriemhilda (mednarodno ime 242 Kriemhild) je asteroid v glavnem asteroidnem pasu. 

## Odkritje
Asteroid je odkril avstrijski astronom Johann Palisa 22. septembra 1884 na Dunaju . Imenuje se po Kriemhildi (tudi Gudrun) iz nordijske mitologije.

## Lastnosti
Asteroid Kriemhilda obkroži Sonce v 4,84 letih. Njegova tirnica ima izsrednost 0,122 nagnjena pa je za 11,318° proti ekliptiki. Njegov premer je 38,90 km, okoli svoje osi se zavrti v 4,543 h .